# Wissadula parvifolia
Wissadula parvifolia är en malvaväxtart som beskrevs av Paul Arnold Fryxell. Wissadula parvifolia ingår i släktet Wissadula och familjen malvaväxter. Inga underarter finns listade i Catalogue of Life.